# Chapelle Notre-Dame-de-la-Compassion (Bellentre)
Pour les articles homonymes, voir Notre-Dame-de-la-Compassion.
La chapelle Notre-Dame-de-la-Compassion, connue anciennement sous le vocable de Notre-Dame de L'Allée, est une chapelle située en France à Bellentre, dans le département de la Savoie.

## Historique
L'édifice fut construit vers le XVe siècle.
La chapelle fut baptisée le 24 avril 1729[réf. souhaitée].